# Cultura dei tumuli armoricani
La cultura dei tumuli armoricani è un aspetto culturale preistorico geograficamente limitato alla Bretagna e alla Normandia (Francia). Si sviluppò nel corso dell'età del bronzo (1900-1350 a.C.), parallelamente alla cultura del Wessex, da cui forse, secondo alcuni autori, deriva. Altri studiosi, soprattutto francesi, la fanno invece derivare principalmente dal sostrato megalitico autoctono.

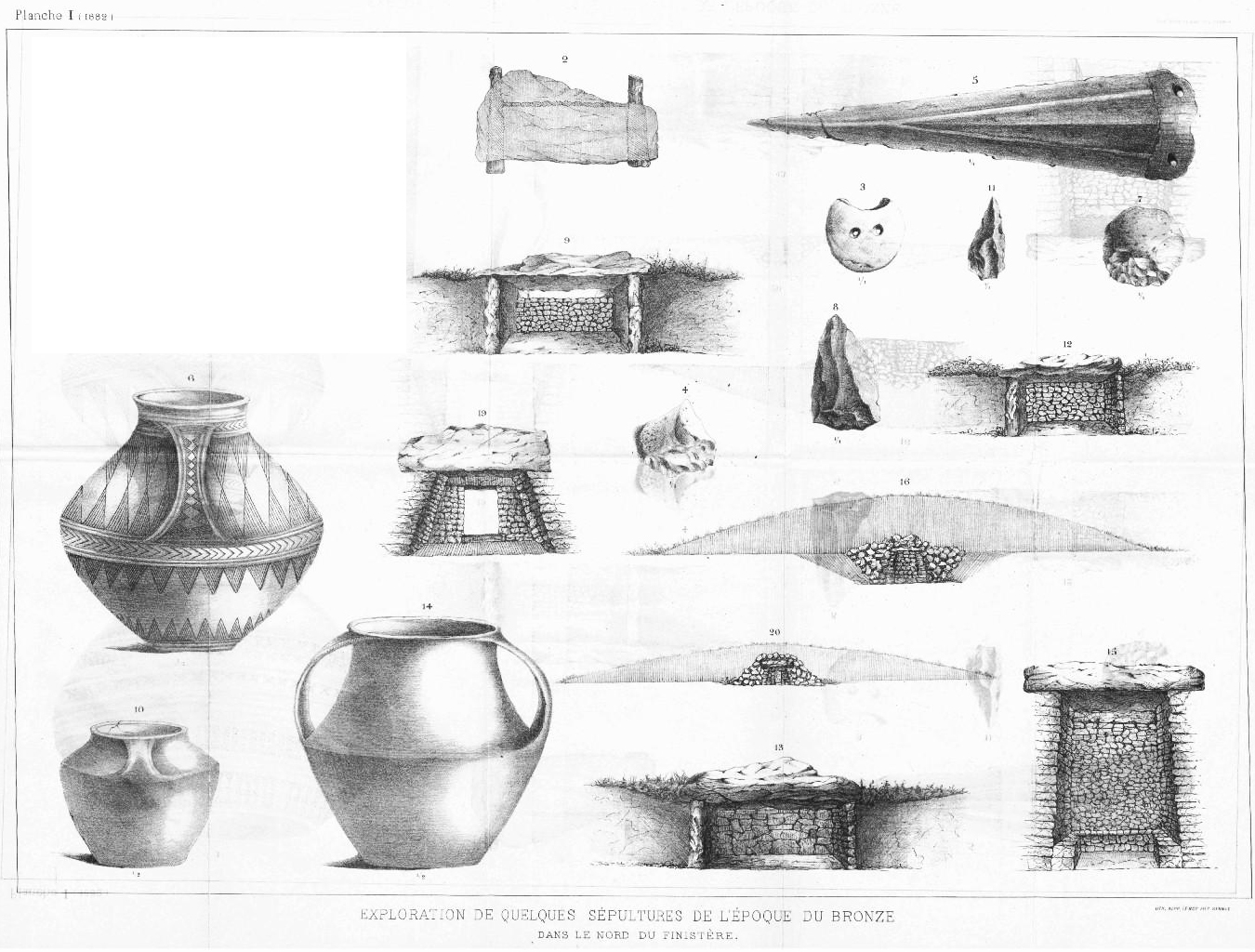
Sepolture dell'età del bronzo in Bretagna

La sua caratteristica principale sono i grandi tumuli funerari, misuranti fino a quaranta metri di diametro. In essi venivano sepolti guerrieri di alto rango sociale, con pregevoli corredi consistenti di spade, pugnali, punte di freccia, ceramiche campaniformi ed elementi ornamentali in oro, argento e ambra, tra cui le lunule irlandesi.
Già nel 1400 a.C. i grandi tumuli costieri cominciarono ad essere sostituiti da tumuli più piccoli nell'interno. Gli insediamenti consistevano in piccoli villaggi costituiti da capanne circondate a volte da una palizzata, presso i quali coltivavano i cereali e si allevava il bestiame sono noti. Commerciavano con tutto il litorale atlantico, dalla penisola iberica al mar Baltico.